# Salar de Carcote
El Salar de Carcote, también conocido como Salar de San Martín, es un salar situado en la Región de Antofagasta. 

## Ubicación
El salar se encuentra al suroeste de Ollagüe y tiene una superficie de aprox. 108 km² y está a una altitud de 3.690 m. El paisaje del área está dominado por el volcán Ollagüe al este y Aucanquilcha al norte. El ítem 020 del inventario de cuencas de Chile en que está incluida la cuenca hidrográfica del salar, limita con la cuenca del río Loa al oeste y la cuenca del salar de Ascotán al sur, e incluye también a los salares de Ollagüe y Ascotán.

## Características
El salar de Carcote era en su día un lago del que quedan pequeñas lagunas repartidas por el salar. Están concentradas principalmente a lo largo de su orilla occidental y comprenden una superficie de entre 3 y 4 km² aproximadamente. El principal de ellos es la laguna Verde.
Sus principales características morfométricas y climatológicas son:: II-15 
- altura: 3690 m
- superficie de la cuenca: 561 km²
- superficie del salar: 108 km²
- superficie de las lagunas 3 - 4 km²
- precipitaciones: 100 - 150 mm/año
- evaporación potencial: 1630 mm/año
- temperatura media: 5,8 °C